# Colpotrochia texana
Colpotrochia texana är en stekelart som först beskrevs av Cresson 1872.  Colpotrochia texana ingår i släktet Colpotrochia och familjen brokparasitsteklar. Inga underarter finns listade i Catalogue of Life.